# Марке
Марке (итал. Marche) је једна од 20 регија Италије. Налази се у њеном средишњем дијелу. Главни град је Анкона, а значајнији градови су Пезаро и Урбино.
Покрајина Марке је позната као изразито планинска област која се стрмо спушта ка Јадрану.

## Порекло назива
У доба старог Рима област Марке називала се Пиценум (Picenum). Касније, у време франачке власти у раном средњем веку осниване су посебне управно-војне области - марке у пограничним подручјима ове простране државе ради боље одбране. Такве творевине су створене и на овом подручју, па се овај назив одржао до данас. Овом називу је подударан српски назив крајина, покрајина.

## Положај
Марке је средишња покрајина Италије са кратком државном границом ка Сан Марину на северу. На истоку се налази Јадранско море.
Са осталих страна налазе се друге италијанске покрајине:
- север - Емилија-Ромања
- северозапад - Тоскана
- запад - Умбрија
- југозапад - Лацио
- југ - Абруцо

## Природне одлике
Површина покрајине је 9.694 km² и по овоме је Марке једна од мањих италијанских покрајина.

### Рељеф
Целокупна површ покрајине Марке је покренутог терена. Сасвим мала равничарска подручја пружају се дуж доњих делова речних долина. На истоку се налази јадранска обала, слабо разуђена и са мало природних лука. Обала је стрма и брзо прелази у бреговито и брдско подручје у средишњем делу. Оно је испресецано дубоким речним долинама у виду клисура. Брдско подручје постепено на западу прелази у високо планинско подручје средишњих Апенина. Највиши врх покрајине је Монте Веторе, висок 2.476 м.

### Клима
Клима у приморском делу Марке је средоземна. Како се залази у копно и иде на више надморске висине она постаје прелазна између средоземне и континенталне. У вишим крајевима клима је оштрија, планинска.

### Воде
Покрајина Марке је цела у сливу Јадранског мора. Већина река су мале, кратког тока и са дубоким долинама у виду клисура. Оне су махом меридијанског правца и спуштају са Апенина на западу у Јадран на истоку. Иако ниједна река није значајна у државним оквирима на нивоу покрајине треба споменути реке Фурло, Розу и Фразари.

## Управна подела
Марке је подељена у 5 округа, одн. провинција са истоименим градовима као управним средиштима:
- Анкона
- Асколи Пичено
- Мачерата
- Пезаро и Урбино
- Фермо

## Историја
Подручје Марке било је насељено још у време праисторије Галима. Римљани запоседају ово подручје почетком 3. века п. н. е. Они овде оснивају провинцију Пиценум (Picenum). Током неколико векова владавине старог Рима становништво је романизовано, а провинција се развила у једну од развијенијих.
По пропасти старог Рима ова област у раном средњем веку брзо мења господаре. Прво потпада под Готе, затим под византијски Равенски егзархат, потом долазе Лангобарди и на крају Франци.
У 12. веку област коначно потпада под власт Папе и са мањим прекидима тако остаје све до краја 18. века. У првим вековима власт Папе није била дубока, већ облашћу владало месно племство. Међутим у 16. и 17. веку долази до постепеног јачања средишње власти Папске државе и полусамосталне државице се гасе (последња државица у Урбину угашена је 1631. г.).
Током Наполеонових ратова област Марке је била део његове Краљевине Италије, да би потом била поново део Папске државе. 1860. године дошло је до припајања ове области новооснованој Италији. Одмах је основана покрајина Марке. Нова владавина није донела привредни процват. Тек у другој половини 20. века долази до стабилизације привреде и значајнијег раста становништва.

## Становништво
Данас Марке има преко 1,5 милиона становника и по томе је она једна од мањих покрајина Италије. То је за 40% више становника него пре једног века, односно за 15% више него пре 25 година.
Густина насељености је преко 160 ст./км², што је мање од државног просека (200 ст./км²). Источни, нижи део покрајине је знатно гушће насељен него Апенинско подручје на западу.
Етничка слика У покрајини доминира италијанско становништво. Утицај наглог развоја покрајине у последњим деценијама огледа се и у значајном уделу становништва са привременим боравком (7,4%).

## Привреда
До пре 30ак година покрајина Марке спадала је у неразвијени део Италије. Тада је то била рурална и махом пољопривредна област. Пољопривреда (са рибарством на Јадрану) је и данас развијена, али нема тај значај као пре.
Данас је Марке прешла у круг развијеног дела земље захваљујући паметно унапређеном занатству, које има дугу традицију, а последњих година се оно развило у право мало предузетништво са савременом производњом и истакнутим производима (нпр. Индесит, Гузини). У приморским областима развијене су и све привредне гране везане за море.
Туризам се развија махом у приморју, а претежни туристички посетиоци су домаће становништво, Италијани. Од других туристичких одредишта треба споменути средњовековни градић Урбино са богатом културном заоставштином.

## Политика
Марке заједно са Емилијом-Ромањом, Тосканом, и Умбријом формира италијански „Црвени четвороугао“, изразито љевичарски регион. На изборима 2006. бирачи су 55% гласова дали Роману Продију.

## Галерија
Фотографије градова покрајине
- Пезаро
- Мачерата
- Фермо
- Асколи Пичено